# Maserati 4CM
La Maserati 4CM est une automobile sportive développée en 1932 par le constructeur automobile italien Maserati. 
Destinée à courir en Formule Voiturettes, c'est-à-dire moins de 1,5 l de cylindrée, la Maserati 4CM est dotée de moteurs de 1,1 l ou 1,5 l à l'exception de deux commandes spécifiquement propulsées par un groupe de respectivement 2,0  et   2,5 l. 
Elle remplace la Maserati Tipo 26 M et est elle-même progressivement remplacée par la Maserati 6CM à l'horizon 1936.